# 5817 Robertfrazer
5817 Robertfrazer (1989 RZ) là một tiểu hành tinh bay qua Sao Hỏa được phát hiện ngày 5 tháng 9 năm 1989 bởi E. F. Helin ở Palomar.